# Habronattus icenoglei
Habronattus icenoglei är en spindelart som först beskrevs av Griswold 1979.  Habronattus icenoglei ingår i släktet Habronattus och familjen hoppspindlar. Inga underarter finns listade i Catalogue of Life.